# Специални науки
Специални науки (на английски: special sciences) са тези науки, които са различни от физиката, които понякога са смятани за редуцируеми до физика или че стоят в някакво подобно отношение на зависимост от физиката, като „фундаментална наука“. Обичайният списък включва химия, биология, невронаука и много други. Статусът на специалните науки и обясняването на тяхната прецизна връзка с физиката е обект на множество противоречия във философия на науката. Някои, включително, както е известно Джери Фодор поддържат, че специалните науки не са в действителност редуцируеми, но са автономни: те имат свои закони, които не могат да бъдат получени чрез дедукция от законите на физиката, дори и принципно. Други, като У.В.О.Куайн са добре разположени към редукционизма и дори могат да виждат физиката като „включваща“ специалните науки, почти като подразделения. Повечето съвременни философи на науката, ако не са обвързани с редукционализма все пак вярват, че фактите в специалните науки са поне отчасти зависими от фактите във физиката, като произтичащи от тях.